# Empereurs d'Espagne
En Espagne au Moyen Âge, le titre d'empereur a été utilisé dans diverses circonstances à partir du IXe siècle, mais son utilisation a culminé, en tant que titre formel et pratique, entre 1086 et 1157. Il était principalement utilisé par les rois de León et de Castille, mais il a également trouvé de la monnaie[pas clair] dans le Royaume de Navarre et a été employé par les comtes de Castille et au moins un duc de Galice. Elle signalait en divers points l'égalité du roi avec les dirigeants de l'Empire byzantin et du Saint Empire romain germanique, sa domination par la conquête ou la supériorité militaire, sa domination sur plusieurs groupes ethniques ou religieux, et sa prétention à la suzeraineté sur les autres rois de la péninsule, à la fois chrétienne et musulmane. L'utilisation du titre impérial a reçu peu de reconnaissance en dehors de l'Espagne et il avait été largement oublié au XIIIe siècle.
Le titre féminin analogue, impératrice, était moins fréquemment utilisé pour les épouses des empereurs. Une seule reine régnante, Urraca, a eu l'occasion de l'utiliser, mais l'a fait avec parcimonie.

## Liste des empereurs d'Espagne
- 1034-1035 : Sanche III de Navarre
- 1039-1065 : Ferdinand Ier de Castille
- 1077-1109 : Alphonse VI de Castille
- 1109-1126 : Alphonse Ier d'Aragon
- 1135-1157 : Alphonse VII de Castille